# Albertus Frederik Hanssens (1910-1980)
Albertus Frederik Hanssens (Stavenisse, 19 november 1910 – Warnsveld, 23 oktober 1980) was een Nederlands politicus van de PvdA.
Hij werd geboren als zoon van Albertus Frederik Hanssens (1875-1950, gemeentesecretaris van Stavenisse) en Thona Wilhelmina ten Haaf (1873-1946). Na de hbs was hij enkele jaren werkzaam bij de gemeentesecretarie van Stavenisse waar zijn vader vanaf 1915 burgemeester was. In 1939 werd hij gemobiliseerd en na de Nederlandse capitulatie in mei 1940 werd hij commandant van de Luchtbeschermingsdienst in Vlissingen. Vervolgens ging hij als adjunct-accountant werken bij de accountantsdienst van het departement van Landbouw en Visserij. Later was hij hoofdcommies bij het Provinciaal Bureau Verzorging Oorlogsslachtoffers (PBVO) in Zeeland. In 1947 volgde zijn benoeming tot burgemeester van Hoek. In mei 1968 stuurde de commissaris van de Koningin in Zeeland hem voor onbepaalde tijd met verlof en onderzocht de rijksrecherche of hij zijn positie heeft gebruikt om zichzelf te bevoordelen. Met ingang van 1 december 1968 volgde oneervol ontslag dat volgens geruchten te maken had met het accepteren van steekpenningen. Loco-burgemeester J. van der Peijl nam diens functie waar tot Hoek in 1970 opging in de gemeente Terneuzen. Hanssens verhuisde naar Warnsveld waar hij in 1980 op 69-jarige leeftijd overleed.